# Lordotus perplexus
Lordotus perplexus är en tvåvingeart som beskrevs av Johnson 1959. Lordotus perplexus ingår i släktet Lordotus och familjen svävflugor. Inga underarter finns listade i Catalogue of Life.